# Київський технікум готельного господарства
Київський фаховий коледж туризму та готельного господарства (до 2016 року - Київський технікум готельного господарства, до 2021 року - Київський державний коледж туризму та готельного господарства) — державний вищий навчальний заклад IV рівня акредитації. Коледж забезпечує ступеневу систему безперервної та послідовної туристичної освіти.
Коледж розташований в місті Києві на вул. Князя Романа Мстиславича, 26

## Історія
Створений наказом Міністерства вищої і середньої спеціальної освіти УРСР від 05 травня 1977 р. №134. Заснований на державній формі власності і підпорядкований Міністерству освіти і науки України.
Технікум розпочав свою діяльність у 1978 році з підготовки фахівців з двох спеціальностей «Організація обслуговування в готелях» та «Організація обслуговування в підприємствах громадського харчування» з переважною орієнтацією на обслуговування іноземних туристів.
Упродовж двох десятиліть технікум був єдиним у Радянському Союзі, а потім в Україні навчальним закладом, який готував спеціалістів для сфери гостинності. В наш час коледж утримує провідні позиції на вітчизняному ринку освітянських послуг.
Сьогодні навчальний заклад готує фахівців за освітньо-кваліфікаційним рівнем «молодший спеціаліст» за 9 перспективними і привабливими для молоді спеціальностями: "Право", "Облік і оподаткування", "Фінанси, банківська справа та страхування", "Підприємництво, торгівля та біржова діяльність", "Інженерія програмного забезпечення", "Комп’ютерна інженерія", "Харчові технології", "Готельно-ресторанна справа", "Туризм".
Навчання в коледжі здійснюється на основі базової та повної загальної середньої освіти, за денною та заочною формами.
Коледж є єдиним ВНЗ в Україні, в якому під час процесу навчання студенти окремих спеціальностей отримують навички роботи в глобальних системах бронювання «Амадеус» та «Галілео» в режимі реального часу.
Понад 90 профільних підприємств, установ і організацій надають можливість студентам коледжу не тільки закріпити отримані теоретичні знання, а й набути професійних практичних навичок.
З 2016 року назву навчального закладу було змінено на Київський державний коледж туризму та готельного господарства. 
У 2018 році навчальний заклад розпочав підготовку бакалаврів із таких спеціальностей: «Туризм» і «Право».
За багаторічну діяльність з надання освітніх послуг коледж відзначений нагородами, серед яких і Почесна Грамота Кабінету Міністрів України (1999 р.).

## Структура

### Відділення фахової передвищої  освіти:[3]
- Торгівля, фінанси та комп'ютерні технології:

1. Підприємництво, торгівля та біржова діяльність (Спеціальність 076 «Підприємництво, торгівля та біржова діяльність»);
2. Облік і оподаткування (Спеціальність 071 «Облік і оподаткування»);
3. Комп'ютерна інженерія;
4. Інженерія програмного забезпечення;
5. Фінанси, банківська справа та страхування (Спеціальність 072 «Фінанси, банківська справа і страхування»);

- Правознавство (Спеціальність 081 «Право»);
- Ресторанне господарство:

1. Харчові технології (Спеціальність 181 «Харчові технології»);
2. Ресторанне обслуговування (Спеціальність 241 «Готельно-ресторанна справа»,  спеціалізації «Ресторанне обслуговування»);

- Туристичне і готельне обслуговування:

1. Туризм (Спеціальність 242 «Туризм»);
2. Готельне обслуговування (Спеціальність 241 «Готельно-ресторанна справа», спеціалізації «Готельне обслуговування»).

### Відділення бакалаврату:[4]
- Кафедра права
- Кафедра туризму та готельно-ресторанної справи
- Кафедра загальнотеоретичної та прикладної підготовки

## Ключові особи
- Матвієнко Анатолій Тихонович — директор з 2007 року;[2]